# 切换
切换（又称越区切换、过区切换、換手機制）是指移动台在通话过程中从一个基站覆盖区移动到另一个基站覆盖区，或是由于外界干扰而切换到另一条话音信道上的过程。

## 目的
切换出现有很多原因：
- 在一个正在通话或有数据连接（例如，正在通过GPRS上网）的手机从一个小区进入另一个小区时，为避免掉话或数据断开，因而进行切换。
- 在一个小区中，当连接一个新的通话的能力达到上限的基站时，并且发起这个新的通话的手机在另一个基站的覆盖范围时，将这个通话转移到那个基站将是明智之举。这样不但有利于均衡负载，对那些只能接入到第一个小区的手机，绝对是个好消息。
- 在非码分多址接入系统中，某一手机使用的信道可能会与相仿小区的某一手机使用的信道相干扰，在这种情况下，将该手机的通信信道切换到同一小区的不同信道或相邻小区的不同信道，会降低干扰的可能。
- 同样在非码分多址接入系统中，当用户行为发生变化，（例如某一高速运动、且连接到一个大的、伞状类型（umbrella-type）小区的用户突然停下来），这时，通话通常会被转移到一个宏小区或微小区，这样做能够让伞状类型小区有更多能力处理快速运动用户，并且减小干扰。反之亦然（宏小区到巨小区）。
- 在码分多址接入系统中，软切换（见下）可以被采用以减小对邻小区的干扰（见远近问题），甚至在有良好连接的时候。
- 最基本的切换（软切换）是当一个通话中的手机从当前小区（称为源小区）和当前使用的信道转移到另一个可用的小区(称为目的小区）和信道（源小区和目的小区可以是不同的小区，也可以是同一小区的不同扇区）。这个切换过程可称之为小区间切换；另一个特别的例子是源和目的小区是同一个，甚至同一个扇区，但转移仅仅是在使用的信道间进行，这种切换称之为小区内切换。

## 切换类型
加上以上提到的小区间切换和小区内切换两个类别 ，还有硬切换和软切换之分：
- 硬切换是指先断开当前连接，紧接着做一个新的连接。因此，在此种情况下，在第二个连接这前，第一个连接会被掐掉（通常是不可忍受的）。网络工程师比较喜欢将硬切换看作是一种事件。
- 软切换是指在连接从源小区转移到目的小区进，会保持与源小区的连接，同时尝试与目的小区的连接。基于这种原因，网络工程师通常会将软切换看作是一种状态，而不是一种事件。软切换通常会涉及到多个小区，而不是典型意义下的两个。在软切换中，信号品質最好的小区会被用作首先通话用途，也可以采用分集方法，综合所有信息，得到一个较优信号。

后一优点在反向链路（上行链路）和前向链路（下行链路）的应用被称为“softer”。